# 第35回シカゴ映画批評家協会賞
第35回シカゴ映画批評家協会賞（だい35かいシカゴえいがひひょうかきょうかいしょう、35th Chicago Film Critics Association Awards）は、2022年の映画を対象とした映画賞。2022年12月12日にノミネート作品が発表され、同月14日に受賞作品が発表された。最多ノミネート作品は『エブリシング・エブリウェア・オール・アット・ワンス』の12部門で、『イニシェリン島の精霊』の7部門、『aftersun/アフターサン』の6部門が続いた。

## 受賞一覧
| 作品賞 | 監督賞 |
| --- | --- |
| - イニシェリン島の精霊 - aftersun/アフターサン - 別れる決心 - エブリシング・エブリウェア・オール・アット・ワンス - TAR/ター | - ダニエル・クワン&ダニエル・シャイナート - エブリシング・エブリウェア・オール・アット・ワンス - パク・チャヌク - 別れる決心 - トッド・フィールド - TAR/ター - サラ・ポーリー - ウーマン・トーキング 私たちの選択 - S・S・ラージャマウリ - RRR |
| 主演男優賞 | 主演女優賞 |
| - コリン・ファレル - イニシェリン島の精霊：パードリック - オースティン・バトラー - エルヴィス：エルヴィス・プレスリー - ブレンダン・フレイザー - ザ・ホエール：チャーリー - ポール・メスカル - aftersun/アフターサン：カルム・パターソン - ビル・ナイ - 生きる LIVING：ミスター・ウィリアムズ                                                                | - ケイト・ブランシェット - TAR/ター：リディア・ター - アナ・デ・アルマス - ブロンド：マリリン・モンロー - ミア・ゴス - パール：パール - アンドレア・ライズボロー - To Leslie：レスリー・ローランド - ミシェル・ヨー - エブリシング・エブリウェア・オール・アット・ワンス：エヴリン・ワン・クワン |
| 助演男優賞 | 助演女優賞 |
| - キー・ホイ・クァン - エブリシング・エブリウェア・オール・アット・ワンス：ウェイモンド・ワン - ブレンダン・グリーソン - イニシェリン島の精霊：コルム - ブライアン・タイリー・ヘンリー - その道の向こうに：ジェームズ - バリー・コーガン - イニシェリン島の精霊：ドミニク - マーク・ライランス - ボーンズ アンド オール：サリー                              | - ケリー・コンドン - イニシェリン島の精霊：シボーン - ホン・チャウ - ザ・ホエール：リズ - ステファニー・スー - エブリシング・エブリウェア・オール・アット・ワンス：ジョイ・ワン / ジョブ・トゥパキ - ジャネール・モネイ - ナイブズ・アウト: グラス・オニオン：ヘレン・ブランド、カサンドラ・“アンディ”・ブランド - ミシェル・ウィリアムズ - フェイブルマンズ：ミッツィ・シルドクラウト＝フェイブルマン |
| 脚本賞 | 脚色賞 |
| - マーティン・マクドナー - イニシェリン島の精霊 - シャーロット・ウェルズ - aftersun/アフターサン - ダニエル・クワン&ダニエル・シャイナート - エブリシング・エブリウェア・オール・アット・ワンス - トニー・クシュナー、スティーヴン・スピルバーグ - フェイブルマンズ - トッド・フィールド - TAR/ター                                                          | - サラ・ポーリー - ウーマン・トーキング 私たちの選択 - コゴナダ - アフター・ヤン - デヴィッド・カイガニック - ボーンズ アンド オール - ライアン・ジョンソン - ナイブズ・アウト: グラス・オニオン - ギレルモ・デル・トロ、パトリック・マクヘイル - ギレルモ・デル・トロのピノッキオ |
| アニメ映画賞 | 外国語映画賞 |
| - ギレルモ・デル・トロのピノッキオ - アポロ10号 1/2: 宇宙時代のアドベンチャー - マッドゴッド - マルセル 靴をはいた小さな貝 - 私ときどきレッサーパンダ | - 別れる決心 - バルド、偽りの記録と一握りの真実 - CLOSE/クロース - あのこと - RRR - サントメール ある被告 |
| ドキュメンタリー映画賞 | 作曲賞 |
| - ファイアー・オブ・ラブ 火山に人生を捧げた夫婦 - All the Beauty and the Bloodshed - Bad Axe - クロティルダの子孫たち -最後の奴隷船を探して- - デヴィッド・ボウイ ムーンエイジ・デイドリーム | - ジャスティン・ハーウィッツ - バビロン - カーター・バーウェル - イニシェリン島の精霊 - マイケル・ジアッチーノ - THE BATMAN-ザ・バットマン- - アレクサンドル・デスプラ - ギレルモ・デル・トロのピノッキオ - M・M・キーラヴァーニ - RRR |
| 美術監督/プロダクションデザイン賞 | 衣装デザイン賞 |
| - エブリシング・エブリウェア・オール・アット・ワンス - アフター・ヤン - アバター:ウェイ・オブ・ウォーター - バビロン - ナイブズ・アウト: グラス・オニオン | - シャーリー・クラタ - エブリシング・エブリウェア・オール・アット・ワンス - メアリー・ゾフレス - バビロン - ルース・E・カーター - ブラックパンサー/ワカンダ・フォーエバー - モニカ・バッティンガー - Corsage - リンダ・ミューア - ノースマン 導かれし復讐者 |
| 編集賞 | 撮影賞 |
| - ポール・ロジャーズ - エブリシング・エブリウェア・オール・アット・ワンス - ブレア・マックレンドン - aftersun/アフターサン - トム・クロス - バビロン - キム・サンボム - 別れる決心 - モニカ・ヴィッリ - TAR/ター | - 別れる決心 - キム・ジヨン - リヌス・サンドグレン - バビロン - ダリウス・コンジ - バルド、偽りの記録と一握りの真実 - ラーキン・サイプル - エブリシング・エブリウェア・オール・アット・ワンス - クラウディオ・ミランダ - トップガン マーヴェリック |
| 視覚効果賞 | ミロス・シュテーリック・ブレイクスルー・フィルムメーカー賞 |
| - エブリシング・エブリウェア・オール・アット・ワンス - アバター:ウェイ・オブ・ウォーター - NOPE/ノープ - RRR - トップガン マーヴェリック | - シャーロット・ウェルズ - aftersun/アフターサン - アリス・ディオップ - サントメール ある被告 - オードレイ・ディヴァン - あのこと - ジョン・パットン・フォード - エミリー・ザ・クリミナル - ジェーン・シェーンブルン - We're All Going to the World's Fair |
| 有望俳優賞 | |
| - オースティン・バトラー - エルヴィス：エルヴィス・プレスリー - フランキー・コリオ - aftersun/アフターサン：ソフィー・ピーターソン - ダニエル・デッドワイラー - ティル：メイミー・ティル - ステファニー・スー - エブリシング・エブリウェア・オール・アット・ワンス：ジョイ・ワン / ジョブ・トゥパキ - アンバー・ミッドサンダー - プレデター:ザ・プレイ：ナル | |

## 複数受賞・ノミネート
| 数 | 作品名                                             |
| -- | -------------------------------------------------- |
| 12 | エブリシング・エブリウェア・オール・アット・ワンス |
| 7  | イニシェリン島の精霊                               |
| 6  | aftersun/アフターサン                              |
| 5  | バビロン                                           |
| 5  | 別れる決心                                         |
| 5  | TAR/ター                                           |
| 4  | RRR                                                |
| 3  | ナイブズ・アウト: グラス・オニオン                 |
| 3  | ギレルモ・デル・トロのピノッキオ                   |
| 2  | アフター・ヤン                                     |
| 2  | アバター:ウェイ・オブ・ウォーター                  |
| 2  | バルド、偽りの記録と一握りの真実                   |
| 2  | ボーンズ アンド オール                             |
| 2  | エルヴィス                                         |
| 2  | フェイブルマンズ                                   |
| 2  | あのこと                                           |
| 2  | サントメール ある被告                              |
| 2  | トップガン マーヴェリック                          |
| 2  | ザ・ホエール                                       |
| 2  | ウーマン・トーキング 私たちの選択                  |

| 数 | 作品名                                             |
| -- | -------------------------------------------------- |
| 6  | エブリシング・エブリウェア・オール・アット・ワンス |
| 4  | イニシェリン島の精霊                               |
| 2  | 別れる決心                                         |